# چادرون (نبراسکا)
چادرون(به انگلیسی: Chadron) شهری در ایالت نبراسکا کشور ایالات متحده آمریکا است که جمعیت آن در سرشماری سال ۲۰۱۰ میلادی، ۵٬۸۵۱ نفر بوده‌است.